# Saint-Coutant (Charente)
Saint-Coutant es una comuna y población de Francia, en la región de Poitou-Charentes, departamento de Charente, en el distrito de Confolens y cantón de Champagne-Mouton. Está integrada en la Communauté de communes du Confolentais.

## Demografía
Su población en el censo de 1999 era de 223 habitantes.
| 425 | 391 | 332 | 284 | 259 | 223 |
| Para los censos de 1962 a 1999 la población legal corresponde a la población sin duplicidades (Fuente: INSEE [Consultar]) |     |     |     |     |     |